# زمین‌سنج هیمالیایی
زمین‌سنج هیمالیایی (نام علمی: Zythos avellanea) نام یک گونه از تیره زمین‌سنجان است. این گونه از زمین‌سنجان در قسمت‌هایی از هیمالیا تا تایوان، سوماترا و بورنئو یافت می‌گردد.